# Prieuré Saint-Michel de Crouttes
Le prieuré Saint-Michel Notre-Dame de Crouttes est un ancien prieuré bénédictin, fondé vraisemblablement à la fin du Xe siècle, dont les bâtiments reconvertis en maison d'habitation se dressent dans la partie ornaise du pays d'Auge, sur la commune française de Crouttes dans le département de l'Orne, en région Normandie.
Le prieuré fait l'objet d'une protection partielle au titre des monuments historiques, et est recensé à l'inventaire général du patrimoine culturel.

## Localisation
À trente kilomètres de Lisieux et sept de Vimoutiers, le prieuré est situé à 800 mètres au nord-ouest de l'église Saint-Michel de Crouttes, dans le département français de l'Orne. Alimenté en eau par une source vive, érigé à l’abri des vents dominants, à mi-pente du versant ouest d’un petit coteau et à portée raisonnable de l’humidité du ruisseau de Crouttes, le prieuré Saint-Michel Notre-Dame est au cœur de ses anciennes possessions de bruyères et d’herbages.

## Historique
Le prieuré Saint-Michel de Crouttes était un petit établissement monastique, placé sous la dépendance de l'abbaye de Jumièges. Il fut créé afin d'assurer le service religieux de la paroisse et d'exploiter des terres fort éloignées de la maison-mère. Il est attesté dans les textes pour la première fois en 1227, mais il pourrait dater de la fin du Xe siècle, car une grande partie de la paroisse de Vimoutiers est concédée à l'abbaye de Jumièges, en 994, par Osmond Gelth ou « Gautier ». Celui-ci est un ancien écuyer danois, converti au catholicisme, de Richard Ier, duc de Normandie.
Dans la revue Monuments Historiques, Anne Cailleau observe : « Il ne reste aucun vestige en surface de l’établissement de cette époque, seules des chartes en attestent la fondation ». Cette donation aux moines de Jumièges, seigneurs de Vimoutiers est confirmée, en 1024, par la « Charte de Jumièges » signée par le duc de Normandie, Richard II, dit « Le Bon ». À la même époque, celui-ci, offre aux moines son manoir fortifié, seul bien qu’il a conservé à Vimoutiers. Cette demeure sert alors de résidence aux religieux de passage. Par ailleurs, le prieur de Crouttes ordonne la construction de la première halle à la boucherie de Vimoutiers.
Le double patronage de Saint-Michel et de Notre-Dame n’a fait l’objet d’aucune étude. On peut toutefois relever que le chemin menant au Mont Saint-Michel passe à proximité du prieuré et que Vimoutiers a compris jusqu’à deux églises « Notre-Dame ».
En 1254, lors de la visite d'Eudes Rigaud, archevêque de Rouen, ce « prieuré rural » ne compte que deux moines. « Eudes Rigaud note un revenu de 140 livres, qui fait de Crouttes un prieuré aisé localement mais de faible bénéfice pour l’abbaye de Jumièges. De plus, si les provisions ne manquent pas, l’archevêque déplore des dettes et le très mauvais état des bâtiments ». L’actuelle vaste grange aux dîmes, la chapelle et les vestiges du mur d’enceinte à l’ouest sont du XIIIe siècle. Avec une écurie disparue au XIXe siècle, ils formaient une cour quadrangulaire dominant la vallée.
Bernard Bodinier qui a travaillé le terrier de Vimoutiers de 1782 et les plans, baux et aveux du Prieuré de Crouttes déposés aux Archives de Seine-Maritime écrit : « Dépendant de l’abbaye de Jumièges et de sa baronnie de Vimoutiers, la seigneurie du prieuré de Crouttes est affectée en particulier à un religieux du monastère. Pour en disposer, le prieur doit 50 sous de rente annuelle – appelée vicomtage – à payer à la recette d’Argentan, laquelle rente est perçue par le prévôt à la Saint-Michel. Les terres appartenant en propre au prieuré sont exemptes de dîmes ». Retenons encore de cette minutieuse étude : « Cette seigneurie est décrite dans plusieurs états qui présentent malheureusement des situations variables du domaine non fieffé. On peut cependant retenir que ce dernier comprend l’enclos du prieuré avec manoir, chapelle, pressoir, grange, four, écuries, bûchers et 88 acres 2 vergées de terre. S’y ajoutent un bois taillis de 43 acres, 1 acre de pré sur Vimoutiers, un moulin à blé et un herbage de 3 vergées et demie, les bruyères de Creffy (tantôt données pour 271 acres, tantôt pour 450 arpents) et les bruyères du Chesnay sur Vimoutiers (34 ou 32 arpents selon les sources). L’ensemble représenterait donc environ 425 acres (344 ha). Le domaine fieffé s’étend sur Crouttes et les paroisses voisines de Vimoutiers, Le Renouard et Lignerits, pour un total de 1 000 acres 2 vergées et 20 perches (810 ha). Les immeubles sont très rarement indiqués mais on sait qu’il y a un moulin à drap ».
Dès le milieu du XVIIe siècle, le domaine est loué à une famille de marchand, les Pellerin, les religieux n'y résidant plus alors en permanence. Cette famille s'occupe de la perception des droits seigneuriaux, de faire cultiver les terres et de rétribuer le chapelain qui célèbre, une fois par semaine, la messe dans la chapelle. Desfondis Pellerin s'étant porté acquéreur lors de la vente du prieuré comme bien national, en 1791, la famille Pellerin exploitera les terres jusqu'en 1980. Ils transforment le logis du prieuré en maison de maître, bientôt nommée « château » par les villageois qui oublient progressivement son origine. Les parents du peintre lexovien Charles-Alexandre Coëssin de la Fosse (1829-1910) puis l’artiste lui-même l’habitent. De ce fait, son tableau, Don Juan et Haïdé qui s’inspire de Don Juan, une satire épique inachevée de Lord Byron, est conservé en mairie de Crouttes.
En 1914, l’inventaire des abbayes et prieurés de l’ancienne France est elliptique quant à Crouttes : « CROUTTES, Cruptae, Notre-Dame, dépendant de Jumièges. Cant. Vimoutiers, arr. Argentan, Orne. Inv. Som. Arch. Départ. Sér. H, II, XLVI ».
Le prieuré réduit à deux hectares et tombé en déshérence au début des années 1980 est acquis par Pierre et Anne Chahine en 1984. Fils du peintre et graveur arménien Edgar Chahine (1874-1947), Pierre Chahine s’attachera à y faire revivre la mémoire de son père et la défense du savoir-faire des graveurs. Anne Chahine créera un jardin post-monastique, ouvert à la visite et mêlant aux arbres bicentenaires et aux pommiers, un jardin floral, un jardin de simples médicinales, un jardin d'eau et une roseraie dessinée par Louis Benech. Après de conséquents travaux, le couple transformera le prieuré en centre d’art comprenant cinq chambres et deux maisons d’hôtes, un salon de thé et il y animera 19 saisons culturelles.
En 1989, le prieuré Saint-Michel est coéditeur avec les Éditions Connivences (Paris) de l’album L’Église et la Révolution, préfacé par Gabriel Désert, professeur d’histoire contemporaine à l’Université de Caen.
Les 8 et 9 juin 1991, le prieuré accueille le colloque Octave Mirbeau, dont les actes sont édités par Pierre Michel aux Éditions du Demi-Cercle (Arc-et-Senans) en 1994. Le romancier et historien d’art Michel Ragon signe la préface. Relevons les communications du professeur Roger Jouet : Octave Mirbeau et Trévières ; d’Anne Pingeot, conservatrice en chef au Musée d’Orsay : Rodin et Mirbeau, ou de Pierre Chahine : Mirbeau illustré – De Jean-François Raffaëlli à Pierre Bonnard.
Le 20 mai 1994, Pierre et Anne Chahine inaugurent le Musée Edgar Chahine au prieuré de Crouttes. Ce musée sera ouvert jusqu’en 2002, date de déménagement au manoir du Coudray de Prêtreville (Calvados). Il accueillera notamment les expositions temporaires Louis Legrand, Gustave Leheutre, Tigrane Polat ou Jacques Beurdeley.
La saison 1996 est consacrée à Paul Verlaine et au bicentenaire de la lithographie. Alain Buisine et Evelyne Resnik, biographes du poète, sont invités d’un débat dont le médiateur est Jean-Luc Steinmetz, biographe d’Arthur Rimbaud.
Par ailleurs la grange aux dîmes et les jardins accueillent les œuvres du peintre Michel Mare (1990) et des sculpteurs François Stahly (1997), Reinhoud (1998) ou des expositions thématiques dont « Chasseur de vérité, guetteur de vie » (1990) rassemblant des pièces d’Auguste Rodin, James Brown, Eugène Dodeigne ou Bernard Pagès.
De nombreux concerts sont donnés au centre d’art qui reçoit notamment L’Ensemble de musique de chambre de Basse-Normandie en 1997.
Anne Chahine crée les jardins en fonction du passé spirituel du lieu et de la source irriguant les deux hectares de la propriété. Protégés par des haies de charmilles, chaque enclos se révèle au fil de la visite. Les jardins des plantes médicinales et potagères sont ceints de roses anciennes. L’allée des tilleuls offre un aperçu de la vallée et mène au théâtre de verdure, au verger ou au « jardin sauvage » baigné de cascades. Le jardin des iris, le « jardin sauvage » et le verger sont ornés de roses botaniques. À l’opposé du verger et en contrebas de la grange aux dîmes, des nymphéas, des lotus et nombre de plantes aquatiques agrémentent un bassin bordé de gunneras et d’ail des ours et ombragé de saules. De cet endroit, on a le meilleur point de vue sur le village de Crouttes.
En 2002, le prieuré est acquis par Jean-Pierre et Viviane Ulrich qui continuent d’ouvrir le jardin à la visite de mai à septembre et proposent des salons Décoration et jardins.

## Description
De nos jours, sept bâtiments : logis prieural, grange monastique, chapelle, laiterie, boulangerie, pressoir à pommes et cellier demeurent dans l’enceinte autour d’une cour claustrale transformée en jardin paysager dotée d’une pièce d’eau. Un huitième bâtiment, la grande écurie du XVIIIe siècle est extérieur à cette enceinte. Les vestiges du mur d’enceinte laissent deviner l’ancienne entrée du prieuré face au logis prieural. Au pied du mur d’enceinte, subsiste le vivier alimenté par la source captée en amont du prieuré et qui abonde tous les bassins du lieu. Elle est surmontée d’un if centenaire.
Le corps de logis, caractérisé par son entrée en anse de panier, a été essentiellement transformé deux fois depuis le XIVe siècle. Reconstruit en 1771, il a été entre 1846 et 1856 doté d’un avant-corps central façon « château ». Il a alors vu son toit réuni à celui du pressoir à pommes le jouxtant et sa façade rehaussée en briques ou enduite. L’avant-corps et l’enduit ont été supprimés par Anne et Pierre Chahine.
L’imposante grange aux dîmes rectangulaire comprend un large vaisseau central autorisant les manœuvres de chariots et deux bas-côtés. Son toit à deux pentes est recouvert de tuiles plates. Les murs gouttereaux sont constitués de blocs de grès ferrugineux, une pierre locale dite « roussier » eu égard à ses tons fauves. Dans le mur gouttereau nord, une porte piétonne rouverte, à la demande des Chahine, permet d’accéder de plain-pied à la cour claustrale. Elle abritait les aires de battage et de séchage des gerbes de céréales. Ses dimensions extérieures sont de trente mètres de long par quatorze de large. Le sommet de son pignon est percé de deux baies géminées surmontées d'un oculus de style gothique. On accède à l'intérieur par une porte charretière ogivale. Une expertise dendrochronologique a daté le chêne de la charpente des environs de l'année 1222. Cette charpente a deux versants repose sur douze piliers également en chêne. Selon Hélène Mousset, « la structure des fermes de la charpente appuyées sur des poteaux à double aisseliers est comparable à celle des halles de Saint-Pierre-en-Auge (Calvados) ou de Dives-sur-Mer (Calvados), de la même époque ».
La chapelle du XIIIe siècle au clocheton revêtu d’ardoises depuis 1768 repose sur un ancien cellier compensant la déclivité du terrain. Remaniée au XVIIIe siècle, elle comprend une piscine sur le chevet plat et ce dernier présente des traces ocres issues de peintures murales peut-être d’origine.
La laiterie, la boulangerie, le pressoir à pommes et le cellier sont à pans de bois et torchis et parfois soubassements de roussier. Si la laiterie et le four à pain sont de 1761, le vaste pressoir à pommes remonte au XVe siècle selon une seconde expertise dendrochronologique ce qui en fait un des plus anciens conservés en Normandie. Certains de ses pans de bois rectilignes présentent des restes de sculpture en bas-relief. Sa charpente présente une remarquable ferme en arceau. Le gadage en granit et la presse à longue étreinte sont toujours en place. Le cellier en pierre a abrité une bouillerie.

## Protection
Sont inscrits par arrêté du 1er octobre 1989 :
- la chapelle
- les façades et toitures du pressoir et de l'ancien logis prieural attenant
- les murs d'enceinte de l'ancien enclos prieural

Est classé par arrêté du 22 novembre 1990 :
- la grange monastique.

## Visites
Le prieuré et les jardins sont ouverts à la visite, et proposent dans ses parties anciennes un hébergement en chambres d'hôtes ou en gîtes.